# سیارک ۱۴۳۶۲۲
سیارک ۱۴۳۶۲۲ (به انگلیسی: 143622 Robertbloch، نامگذاری:2003HG) صد و چهل و سه هزار و ششصد و بیست و دومین سیارک کشف شده‌است که در ۲۲ آوریل ۲۰۰۳ کشف شد.